# Bratsigovo
Bratsigovo (Bulgaars: Брацигово) is een stad en een gemeente in de Bulgaarse oblast Pazardzjik. Bratsigovo is de hoofdplaats van de gelijknamige gemeente Bratsigovo.

## Geografie
De gemeente is gelegen in het oostelijke deel van de oblast Pazardzjik. Met een oppervlakte van 229,425 vierkante kilometer is het de achtste van de 12 gemeenten van de oblast, oftewel 5,12% van het totale grondoppervlakte. De grenzen zijn als volgt:
- in het zuiden en zuidwesten - gemeente Batak;
- in het westen - gemeente Pesjtera;
- in het noorden - gemeente Pazardzjik;
- in het noordoosten - gemeente Stamboliïski;
- in het oosten - gemeente Kritsjim;
- in het zuidoosten - gemeente Devin.

## Bevolking
Op 31 december 2020 telde de stad Bratsigovo 3.675 inwoners en de gemeente Bratsigovo zo'n 8.349 inwoners. In 2011 woonden er nog 4.146 personen in de stad Bratsigovo en 9.648 personen in de gemeente Bratsigovo.
| Jaar                | 1934   | 1946   | 1956   | 1965   | 1975   | 1985   | 1992   | 2001   | 2011  | 2020  |
| stad Bratsigovo     | 3 251  | 3 418  | 4 200  | 5 082  | 5 539  | 4 991  | 5 071  | 4 815  | 4 146 | 3 675 |
| gemeente Bratsigovo | 13 041 | 14 790 | 15 643 | 15 441 | 14 618 | 13 411 | 12 514 | 11 596 | 9 648 | 8 349 |

### Etnische groepen
In de gemeente Bratsigovo wonen vooral etnische Bulgaren. Volgens de officiële volkstellingen van 1992, 2001 en 2011 is het aantal Bulgaren in de gemeente Bratsigovo echter in absolute en relatieve zin afgenomen, terwijl het aantal Turken in dezelfde periode eerst licht toenam, om vervolgens te dalen. Het aantal Roma is tussen 1992 en 2011 snel gestegen: van 78 personen in 1992 naar 395 personen in 2011.
| Etnische groep   | volkstelling 1992 | volkstelling 1992 | volkstelling 2001 | volkstelling 2001 | volkstelling 2011 | volkstelling 2011 | volkstelling 2011  |
| Etnische groep   | Aantal            | %                 | Aantal            | %                 | Aantal            | % (totaal)        | % (gespecificeerd) |
| ---------------- | ----------------- | ----------------- | ----------------- | ----------------- | ----------------- | ----------------- | ------------------ |
| Bulgaren         | 11.652            | 93,11             | 10.427            | 89,92             | 7.652             | 79,31             | 87,27              |
| Turken           | 730               | 5,83              | 808               | 6,97              | 650               | 6,74              | 7,41               |
| Roma             | 78                | 0,62              | 245               | 2,11              | 395               | 4,09              | 4,51               |
| Andere groepen   | 54                | 0,43              | 31                | 0,27              | 29                | 0,30              | 0,33               |
| Onbekend         | .                 | .                 | 61                | 0,53              | 42                | 0,44              | 0,48               |
| Ongespecificeerd | .                 | .                 | 24                | 0,21              | 880               | 9,12              | .                  |
| Totaal           | 12.514            | 100,00            | 11.596            | 100,00            | 9.648             | 100,00            | 100,00             |

### Religie
De laatste volkstelling werd uitgevoerd in februari 2011 en was optioneel. Van de 9.648 inwoners reageerden er 7.385 op de volkstelling. Van deze 7.385 respondenten waren er 6.360 lid van de Bulgaars-Orthodoxe Kerk, oftewel 86,1% van de bevolking. De rest van de bevolking had een andere geloofsovertuiging of was niet religieus. 
| Religieuze samenstelling in februari 2011 | Religieuze samenstelling in februari 2011 | Religieuze samenstelling in februari 2011 | Religieuze samenstelling in februari 2011 | Religieuze samenstelling in februari 2011 |
| ----------------------------------------- | ----------------------------------------- | ----------------------------------------- | ----------------------------------------- | ----------------------------------------- |
|                                           |                                           |                                           |                                           |                                           |
| Bulgaars-Orthodoxe Kerk                   | Bulgaars-Orthodoxe Kerk                   |                                           | 86,1%                                     | 86,1%                                     |
| Katholieke Kerk                           | Katholieke Kerk                           |                                           | 0,3%                                      | 0,3%                                      |
| Protestantisme                            | Protestantisme                            |                                           | 3,0%                                      | 3,0%                                      |
| Islam                                     | Islam                                     |                                           | 4,7%                                      | 4,7%                                      |
| Geen                                      | Geen                                      |                                           | 2,0%                                      | 2,0%                                      |
| Anders/ Onbekend                          | Anders/ Onbekend                          |                                           | 3,9%                                      | 3,9%                                      |

Batak - Belovo - Bratsigovo - Lesitsjovo - Panagjoerisjte - Pazardzjik - Pesjtera - Rakitovo - Sarnitsa - Septemvri - Streltsja - Velingrad